# Ярославский (Якутия)
Яросла́вский (якут. Ярославскай) — село в Ленском районе Республики Саха (Якутия) России. Административный центр Ярославского наслега.

## География
Село находится в юго-западной части Якутии, в пределах Приленского плато, на правом берегу реки Лена, на расстоянии примерно 80 км (по прямой) к юго-западу от города Ленск, административного центра района. Абсолютная высота — 200 м над уровнем моря.
Климат
Климат характеризуется как резко континентальный, с морозной зимой и относительно жарким летом. Средняя температура воздуха самого тёплого месяца (июля) составляет 22 °C; самого холодного (января) — −32 °C. Основное количество атмосферных осадков (75-80 % от годовой суммы) выпадает в период с апреля по октябрь. Снежный покров держится в течение 200—210 дней в году.
Часовой пояс
Село Ярославский находится в часовой зоне МСК+6. Смещение применяемого времени относительно UTC составляет +9:00.

## Население
| 2002 | 2010 | 2021 |
| ---- | ---- | ---- |
| 457  | ↘380 | ↘219 |

Половой состав
По данным Всероссийской переписи населения 2010 года, в гендерной структуре населения мужчины составляли 51,3 %, женщины — соответственно 48,7 %.
Национальный состав
Согласно результатам переписи 2002 года, в национальной структуре населения русские составляли 89 % из 457 чел.

## Улицы
| - ул. Боровая, - ул. Ленина, - ул. Ленская, | - ул. Партсъезда, - ул. Полярная, - ул. Ярославская. |

## Инфраструктура
В селе функционируют средняя школа, дом культуры, библиотека и фельдшерско-акушерский пункт.